# Juan Cueto Herrera
Juan Cueto Herrera (? 1793 – Madrid, 17 de enero de 1858) fue un religioso e historiador español, miembro de las más prestigiosas academias.

## Biografía
Fue obispo de Málaga y canónigo de la Abadía del Sacromonte de Granada. También fue juez auditor honorario del Tribunal de la Rota y consejero de Instrucción Pública. En 1858, a propuesta de su pariente, el también académico Aureliano Fernández-Guerra, fue nombrado académico de la Real Academia de la Historia en sustitución de Juan Bravo Murillo que no había llegado a aceptar el nombramiento. El mismo año también fue nombrado académico de la recién creada Real Academia de Ciencias Morales y Políticas. Tras la muerte de Pedro Sáinz de Baranda, que estaba encargado de la redacción de la España sagrada, la RAH le encargó la continuación de la obra, pero falleció antes de haber tenido una participación relevante en la misma.

## Obras
Entre 1821 y 1825 hizo varios recopilaciones, estudios y mapas sobre toponimia de la historia antigua de España. Desde 1903 se encuentran en la Biblioteca del Ministerio de Cultura.
- Mapa de las ciudades de los lusitanos y los turdetanos en época antigua
- Mapa de las ciudades y pueblos de Galicia en época antigua
- Diccionario geográfico de la España antigua, ordenado alfabéticamente desde la E
- Nombres modernos de los pueblos antiguos
- Apuntes geográficos
- Anotaciones sueltas acerca de la geografía peninsular
- Costumbres de los antiguos españoles
- Explicación de las letras iniciales de las inscripciones sepulcrales